# Thap Put (huyện)
Thap Put (tiếng Thái: ทับปุด) là một huyện (amphoe) ở tỉnh Phang Nga miền nam Thái Lan.

## Lịch sử
Năm 1785, quân Miến Điện tấn công Mueang Thalang. Người dân địa phương đã sơ tán khỏi Thalang đến khu vực ngày nay là Thap Put. Họ đã xây một khu vực trú ẩn mà trong tiếng Thái miền nam gọi là Thap. Khu vực nhà này lợp lá gọi là Put.
Huyện được thành lập năm 1897 làm một trong những huyện ban đầu của tỉnh Phang Nga.

## Địa lý
Các huyện giáp ranh (từ phía tây theo chiều kim đồng hồ) là Mueang Phang Nga, Phanom của tỉnh Surat Thani, Plai Phraya và Ao Luek và  của tỉnh Krabi. Về phía nam is the Phang Nga Bay.

## Hành chính
Huyện này được chia thành 6 phó huyện (tambon), các đơn vị này lại được chia ra thành 38 làng (muban). Thap Phut là thị trấn (thesaban tambon). Có 5 Tổ chức hành chính tambon. 
| \| STT \| Tên \| Tên tiếng Thái \| Số làng \| Dân số \| \| \| 1. \| Thap Put \| ทับปุด \| 6 \| 4.917 \| \| \| 2. \| Marui \| มะรุ่ย \| 7 \| 5.514 \| \| \| 3. \| Bo Saen \| บ่อแสน \| 8 \| 6.629 \| \| \| 4. \| Tham Thonglang \| ถ้ำทองหลาง \| 4 \| 1.618 \| \| \| 5. \| Khok Charoen \| โคกเจริญ \| 8 \| 3.338 \| \| \| 6. \| Bang Riang \| บางเหรียง \| 5 \| 2.030 \| \| | Map of Tambon  |                |         |        |  |
| STT | Tên            | Tên tiếng Thái | Số làng | Dân số |  |
| 1. | Thap Put       | ทับปุด           | 6       | 4.917  |  |
| 2. | Marui          | มะรุ่ย           | 7       | 5.514  |  |
| 3. | Bo Saen        | บ่อแสน          | 8       | 6.629  |  |
| 4. | Tham Thonglang | ถ้ำทองหลาง      | 4       | 1.618  |  |
| 5. | Khok Charoen   | โคกเจริญ        | 8       | 3.338  |  |
| 6. | Bang Riang     | บางเหรียง       | 5       | 2.030  |  |